# العلاقات الغيانية الناميبية
العلاقات الغيانية الناميبية هي العلاقات الثنائية التي تجمع بين غيانا وناميبيا.

## مقارنة بين البلدين
هذه مقارنة عامة ومرجعية للدولتين:
| وجه المقارنة                                              | غيانا        | ناميبيا      |
| --------------------------------------------------------- | ------------ | ------------ |
| المساحة (كم2)                                             | 214.97 ألف   | 825.62 ألف   |
| عدد السكان (نسمة)                                         | 777.86 ألف   | 2.53 مليون   |
| الكثافة السكانية (ن./كم²)                                 | 3.62         | 3.06         |
| العاصمة                                                   | جورج تاون    | ويندهوك      |
| اللغة الرسمية                                             | لغة إنجليزية | لغة إنجليزية |
| العملة                                                    | دولار غياني  | دولار ناميبي |
| الناتج المحلي الإجمالي (بليون دولار)                      | 3.68 مليار   | 13.24 مليار  |
| الناتج المحلي الإجمالي (تعادل القوة الشرائية) بليون دولار | 5.77 مليار   | 25.60 مليار  |
| الناتج المحلي الإجمالي الاسمي للفرد دولار أمريكي          | 4.13 ألف     | 4.67 ألف     |
| الناتج المحلي الإجمالي للفرد دولار أمريكي                 |              | 9.96 ألف     |
| مؤشر التنمية البشرية                                      |              | 0.628        |
| رمز المكالمات الدولي                                      | +592         | +264         |
| رمز الإنترنت                                              | .gy          | .na          |
| المنطقة الزمنية                                           | 00           | ت ع م+02:00  |

## منظمات دولية مشتركة
يشترك البلدان في عضوية مجموعة من المنظمات الدولية، منها:
| علم المنظمة | اسم المنظمة                                 | تاريخ انضمام غيانا | تاريخ انضمام ناميبيا |
| ----------- | ------------------------------------------- | ------------------ | -------------------- |
|             | يونسكو                                      | 21 مارس 1967       | 2 نوفمبر 1978        |
|             | وكالة ضمان الاستثمار متعدد الأطراف          | 18 يناير 1989      | 25 سبتمبر 1990       |
|             | الأمم المتحدة                               | 20 سبتمبر 1966     | 23 أبريل 1990        |
|             | مجموعة دول أفريقيا والكاريبي والمحيط الهادئ | ?                  | ?                    |
|             | دول الكومنولث                               | ?                  | ?                    |
|             | الاتحاد البريدي العالمي                     | ?                  | ?                    |
|             | البنك الدولي للإنشاء والتعمير               | 26 سبتمبر 1966     | 25 سبتمبر 1990       |
|             | الاتحاد الدولي للاتصالات                    | 8 مارس 1967        | 25 يناير 1984        |
|             | منظمة حظر الأسلحة الكيميائية                | ?                  | ?                    |
|             | مؤسسة التمويل الدولية                       | 4 يناير 1967       | 25 سبتمبر 1990       |
|             | منظمة التجارة العالمية                      | ?                  | ?                    |
|             | منظمة الشرطة الجنائية الدولية               | ?                  | ?                    |

## وصلات خارجية
- موقع وزارة الخارجية الغيانية